# Wilhelm Hermann Henneberg

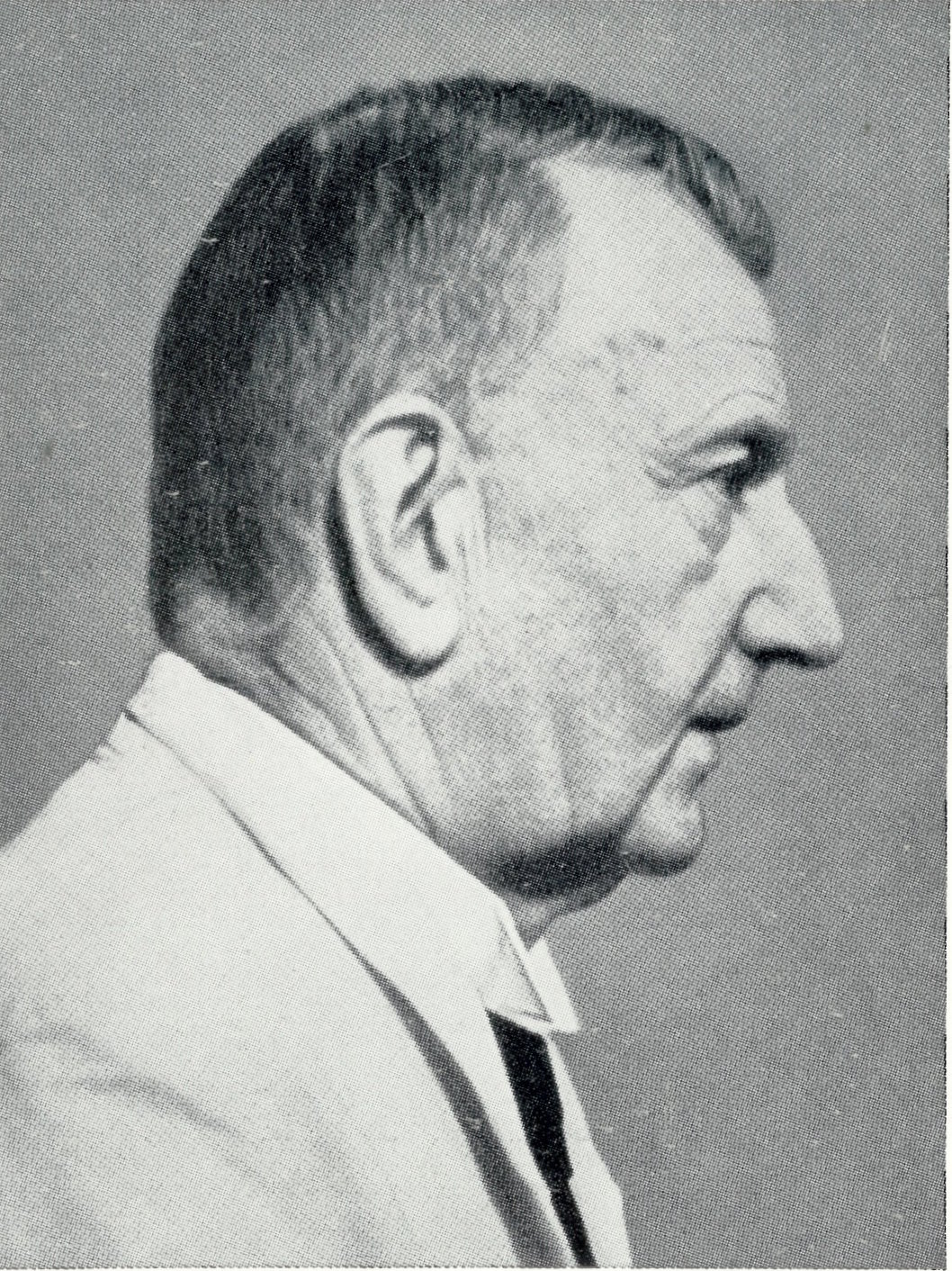
Wilhelm-Hermann Henneberg

Wilhelm Hermann Henneberg (* 6. Januar 1871 in Magdeburg; † 16. Januar 1936 in Kiel) war ein deutscher Bakteriologe und erster Direktor des Bakteriologischen Instituts an der Preußischen Versuchs- und Forschungsanstalt für Milchwirtschaft.

## Familie
Henneberg stammte aus einer ostfälischen, bildungsbürgerlichen Familie. Seine Brüder wurden Anatom in Gießen, Psychiater in Berlin und Arzt in Magdeburg. Sein Vater Herrmann Henneberg war Mediziner, sein Onkel Wilhelm Henneberg Professor für Tierernährungslehre. Wilhelm Hermann Henneberg heiratete am 2. April 1902 Charlotte Schneim, mit der er zwei Töchter und den Sohn Georg Henneberg hatte.

## Leben
Henneberg studierte Chemie an der Universität Göttingen, der Universität Halle und der Berliner Friedrich-Wilhelms-Universität, in Göttingen unter anderen bei Alfred Koch. Er wurde mit einer von Wilhelm Zopf betreuten bakteriologischen Dissertation 1896 über Essigbakterien an der Universität Rostock promoviert.
Ab 1897 war er angestellt in der Essigabteilung am Institut für Gärungsgewerbe in Berlin. Von 1899 bis 1906 war er Assistent bei Paul Lindner, anschließend übernahm er eine eigene Abteilung für Essig- und Milchsäurebakterien sowie deren Bedeutung für die Sauerkrautgärung und Sauerfutterbereitung. Ab 1906 leitete er die bakteriologische Abteilung des technisch-wissenschaftlichen Laboratoriums des Instituts für Gärungsgewerbe. Er forschte auch zur Fermentation des Tabaks und des Kakaos. Während des Ersten Weltkriegs war Henneberg beteiligt an der Forschung zur Glyzerin- und Azetongewinnung zur Herstellung von künstlichem Kautschuk und über die Futter- und Nährhefeherstellung mittels der Torula utilis. Durch Henneberg wurde die Reinkultur in die Gärungsessigbetriebe eingeführt. Außerdem betrieb er Studien über Essigälchen und -fliegen.
1922 wurde er nach Kiel berufen und überham dort die Leitung des Bakteriologischen Instituts der Preußischen Versuchs- und Forschungsanstalt für Milchwirtschaft, die dem Reichsministerium für Ernährung und Landwirtschaft zugeordnet war. Ab 1924 war er Honorarprofessor an der Christian-Albrechts-Universität mit dem Lehrauftrag für das Gesamtgebiet der nicht-medizinischen Bakteriologie. In den elf Jahren als Hochschullehrer in Kiel betreute er mehr als 80 Dissertationen und verfasste mehrere Lehrbücher zur Bakteriologie der Milch. Henneberg initiierte die Gründung des Bundes technischer Bakteriologen.
Ab 1923 war er Mitglied des Reichsgesundheitsrates. Henneberg war auch als Berater des Kieler Hygieneinstituts tätig. Für die bakteriologische Diagnostik erfand Henneberg neue Untersuchungsmethoden wie das speziell für die Milchwirtschaft entwickelte Chinablauwasseragar, die Federstrichkultur und die Deckglasagarmethode.
In seinen letzten Lebensjahren widmete er sich der Erforschung der Saprophytenflora des Darmes und der menschlichen Darmflora, insbesondere deren Umstellung durch den Genuss von Milcherzeugnissen wie dem von ihm in Deutschland eingeführten Reform-Yoghurt (Acidophilis-Milch) – einem Forschungsfeld, an dem auch sein Sohn Georg Henneberg beteiligt war.
Wilhelm Hennebergs Amtszeit als Institutsdirektor wurde über seinen 65. Geburtstag hinaus verlängert, weil kein geeigneter Nachfolger gefunden wurde. Jedoch starb er wenige Tage nach seinem 65. Geburtstag an einer septischen Angina, woran bereits seine Frau Charlotte am 7. Januar 1936 gestorben war. Sie ist noch heute am Kieler Institut bekannt für ihre Aquarelle der verschiedensten Käsesorten.

## Schriften (Auswahl)
- Beiträge zur Kenntnis der Essigbakterien. in: Centralblatt für Bakteriologie, Band 3, 1897
- Die Milchsäurebakterien der Brennereimaische, der Milch, des Bieres, der Preßhefe, der Melasse, des Sauerkohls, der sauren Gurken, des Sauerteigs und des menschlichen Magens. 1903
- Handbuch der Gärungsbakteriologie. Parey: Berlin 1.1909, 2.1926
- Die wichtigsten Käsesorten in Wort und Bild. Abbildungen von Ch. Henneberg, Text von W. Henneberg. Milchwirtschaftlicher Verlag der Molkerei-Zeitung: Hildesheim 1929
- Variationen einer untergärigen Hefe während der Kultur. in: Wochenschrift für Brauerei, Nr. 43, 1900; VLB: Berlin 1900